# Article 66-1 de la Constitution de la Cinquième République française
Article 66 Article 67
L'article 66-1 de la Constitution de la Cinquième République française est un article de la Constitution de la Cinquième République qui interdit à l'État français de condamner une personne à la peine de mort.

## Disposition
« Nul ne peut être condamné à la peine de mort. »
— Article 66-1

## Historique

### Sixième protocole additionnel à la CEDH
La peine de mort est abolie en France par une loi du 9 octobre 1981. Par la suite, plusieurs initiatives visent à élever l’interdiction de la peine de mort dans la hiérarchie des normes, en l’inscrivant dans les sources du droit international public. 
À ce titre, le protocole no 6 de la Convention européenne des droits de l'homme (CEDH), qui interdit la peine de mort en temps de paix, entre en vigueur en France le 1er mars 1986.

### Décision du conseil constitutionnel relative aux engagements internationaux sur l’abolition de la peine de mort
Le 3 mai 2002, la France compte parmi les premiers signataires du protocole no 13 à la Convention, qui interdit pour sa part la peine de mort en toutes situations. Le président de la République Jacques Chirac envisage en outre d’adhérer au protocole no 2 au pacte international relatif aux droits civils et politiques (PIDCP) de 1989, relatif également à l’abolition de la peine de mort sous les seules réserves éventuelles formulées par les États au moment de leur adhésion et relatives aux crimes à caractère militaire en temps de guerre.
Conformément à la procédure de l’article 54 de la Constitution, le président de la République saisit le Conseil constitutionnel pour déterminer si les autorisations de ratifier ces conventions doivent être précédées d’une modification de la Constitution. Dans sa décision no 2005-524/525 DC du 13 octobre 2005 Engagements internationaux relatifs à l’abolition de la peine de mort, le Conseil constitutionnel conclut que seule l’adhésion au protocole no 2 au PIDCP requiert une modification de la Constitution. En effet, si la ratification du protocole à la CESDH n’exclut pas qu’il soit dénoncé à l’avenir, dans les conditions prévues à l’article 58 de la Convention elle-même, aucun mécanisme de retrait n’est prévu pour le protocole au PIDCP. En conséquence, une adhésion à ce dernier porterait une atteinte irrévocable aux conditions essentielles d’exercice de la souveraineté nationale « même dans le cas où un danger exceptionnel menacerait l'existence de la Nation »,.

### Travaux préparatoires et adoption de la loi constitutionnelle
Le 3 janvier 2006, le président de la République Jacques Chirac annonce son intention d’engager le processus de révision de la Constitution pour permettre l’adoption du protocole no 2 au PIDCP. Un projet de loi constitutionnelle est en conséquence préparé pendant l’année 2006. Il est adopté en conseil des ministres le 17 janvier 2007, et présenté par le Premier ministre Dominique de Villepin et le garde des sceaux, ministre de la justice Pascal Clément à l’Assemblée nationale. Le texte, rapporté au fond par Philippe Houillon pour la commission des lois, est adopté sans amendement le 30 janvier 2007. Au Sénat, la commission des lois, saisie au fond, désigne comme rapporteur Robert Badinter, à l’origine de la loi abolissant la peine de mort en 1981. Le texte est adopté, à nouveau sans amendement, le 7 février 2007.
Conformément à l’article 89 de la Constitution, le texte est définitivement adopté à la majorité des trois cinquièmes par le Parlement réunis en congrès le 19 février 2007. La même réunion du Congrès permet également l’adoption de lois constitutionnelles relatives au statut juridictionnel du président de la République française (articles 67 et 68) et au corps électoral de la Nouvelle-Calédonie (article 77). Les trois lois constitutionnelles sont promulguées par Jacques Chirac le 23 février 2007. Celle instituant l’article 66-1 de la Constitution a pour titre « loi constitutionnelle no 2007-239 du 23 février 2007 relative à l'interdiction de la peine de mort ».

### Ratification des protocoles
À la suite de l’inscription dans la Constitution de l’abolition de la peine de mort, l’adhésion et la ratification aux protocoles additionnels peuvent être engagées. Les lois d’autorisation sont promulguées le 1er août 2007,. L’adhésion au deuxième protocole additionnel au PIDCP a finalement lieu le 2 octobre 2007, et la ratification du protocole no 13 à la CESDH le 10 octobre.
En conséquence, depuis le 2 octobre 2007, la France ne peut légalement plus exécuter quelque personne que ce soit sur son territoire.